# Epidendrum turialvae
Epidendrum turialvae är en orkidéart som beskrevs av Heinrich Gustav Reichenbach. Epidendrum turialvae ingår i släktet Epidendrum och familjen orkidéer. Inga underarter finns listade i Catalogue of Life.